# Germans

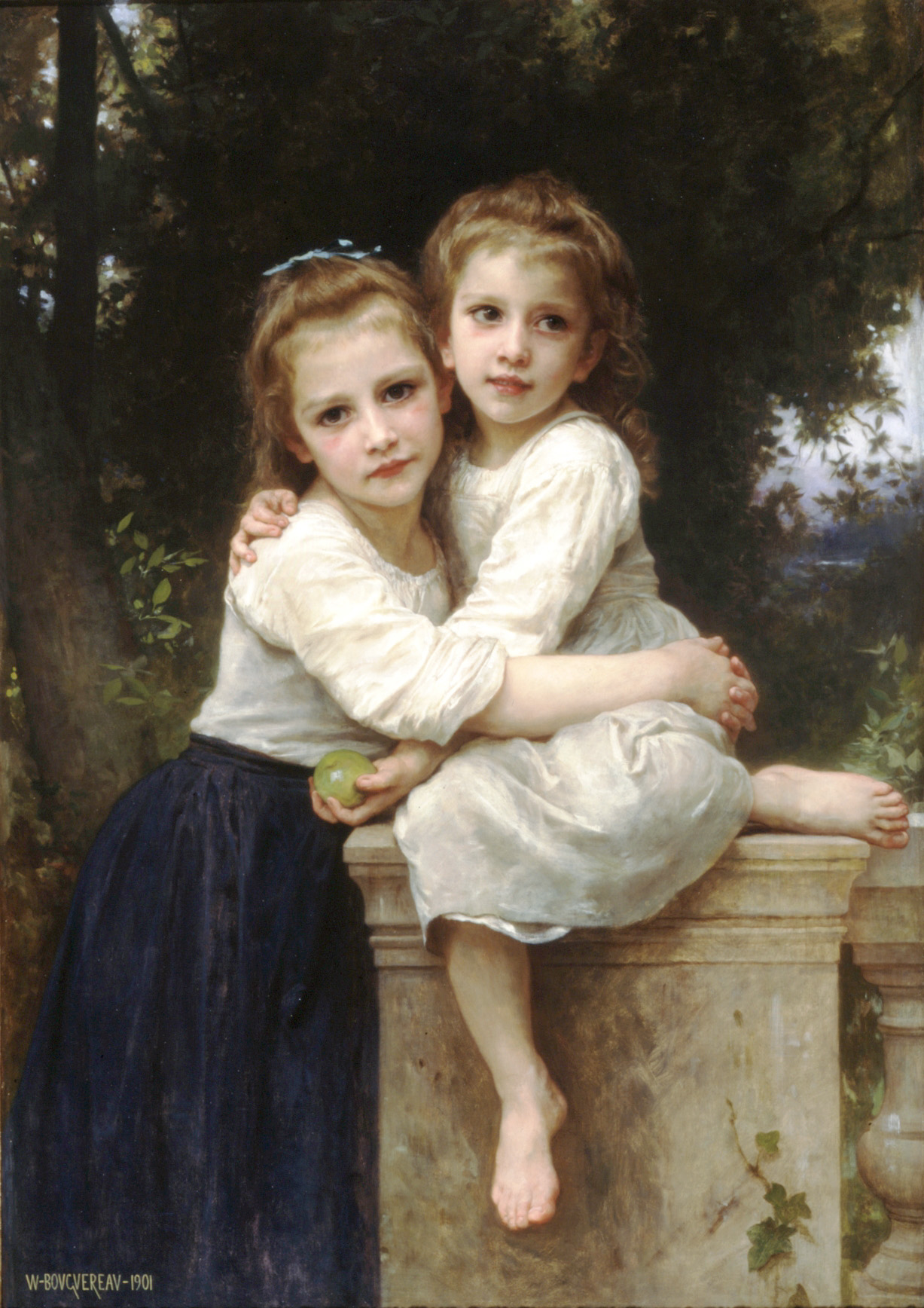
Dues germanes de William-Adolphe Bouguereau

Els germans són familiars que comparteixen almenys un progenitor. Un germà masculí és un germà, i un germà femení és una germana. Algú sense germans és un fill únic. Germans és el nom genèric que es dona a dos o més germans, siguin homes o dones.
Tot i que algunes circumstàncies poden fer que els germans es criïn per separat (com ara l'acollida familiar), la majoria de societats tenen germans que creixen junts. Això provoca el desenvolupament de forts vincles emocionals, amb una fraternitat que es considera un tipus de relació única. El vincle emocional entre els germans sovint és complicat i està influenciat per factors com el tracte dels pares, l'ordre de naixement, la personalitat i les experiències personals fora de la família.
Mèdicament, els germans de primer grau tenen un 50% de proximitat genètica i els de segon grau estan relacionats en un 25%.

## Tipus de germans

### Germans
Normalment s'entén com a germans les persones que comparteixen els dos pares o solament el pare o la mare, que siguin adoptius o biològics.
- Els que són fills del mateix pare i de la mateixa mare s'anomenen germans bons, germans propis, o germans carnals.
- Els que són fills del mateix pare però de mare diferent s'anomenen germans de pare o germans agnats (i també, impròpiament, germans consanguinis)
- Els que són fills de la mateixa mare però de pare diferent s'anomenen germans de mare o germans uterins
- Els que comparteixen almenys un dels progenitors són germans consanguinis

### Germanastres
Els germanastres són els fills de consorts que no comparteixen ni el pare ni la mare. Impròpiament també s'utilitza el nom de germanastres per als que comparteixen només un dels progenitors

### Germans bessons
De bessons, també n'hi ha de dos tipus: un es dona quan l'òvul fecundat es divideix en dos, donant així vida a dos (o més) germans iguals i del mateix sexe; per això s'anomenen bessons idèntics o univitel·lins. L'altre mena és quan es fecunden dos òvuls i neixen dos germans diferents físicament i no necessàriament del mateix sexe; aquests són dits bessons fraternals, no idèntics, o bivitel·lins.
Quan dos bessons univitel·lins neixen units físicament per alguna part del cos s'anomenen germans siamesos

### Cosins
En determinats sistemes de parentiu, el cosí pot considerar-se un germà quan descendeix del germà del sexe privilegiat a cada llinatge, com passa en les famílies dels nadius nord-americans.

### Germans espirituals
Els germans espirituals o germans d'afillament són els fills del padrí o de la padrina o els fillols de el pare o de la mare. És l'equivalent al terme anglès Godbrother. No apareix en el diccionari català i no té incidència a efectes jurídics, però té una gran consideració social.

### Germans de llet
Antigament s'anomenaven germans de llet els nens que compartien dida (ama).

### Germans de sang
Reben el nom de germans de sang els camarades que per raons polítiques i socials estan disposats a prestar-se ajuda mútuament fins al final. La denominació es feu famosa amb l'obra musical Blood Brothers de Willy Russell, estrenada en català el 1994.

## Germans famosos
- Germans Badia (Miquel i Josep)
- Germans Bogdanoff
- Germans Castells
- Germans Grimm
- Germans Hardy
- Germans Marx
- Germans Nebot
- Germans Pinzón
- Germans Roca
- Germanes Wachowski
- Germans Wright